# ساو جوزيه دوس كامبوس
ساو جوزيه دوس كامبوس  (القديس يوسف من الحقول) (بالبرتغالية: São José dos Campos) هي إحدى أهم المدن في ولاية ساو باولو في البرازيل، يبلغ عدد سكان المدينة قرابة  700 ألف نسمة وتعتبر هذه المدينة عاصمة وادي بارايبا كما تعتبر أيضاً إحدى أهم المدن التي تقع على الطريق السريع بين ساو باولو وريو دي جانيرو، حيث تبعد عن ساو باولو قرابة 94 كم وتبلغ مساحتها 1086 كم مربع.

## المناخ
تمتاز المدينة بمناخها المعتدل طيلة العام مع درجة حرارة تقارب 21 سيليزيوس في المتوسط.

## توأمة
لساو جوزيه دوس كامبوس اتفاقيات توأمة مع:
- كادوما

## أعلام
- واشنطن لويز ماسكارينياس سيلفا
- جوزيه ماريا فيديليس دوس سانتوس
- إيفرتون سانتوس
- باولو إميليو
- ألبرتو مارسون
- ريكاردو غولارت
- كازيميرو